# Monumento a Giulio Ricordi
Il monumento a Giulio Ricordi è una scultura realizzata da Luigi Secchi e posizionata in Largo Ghiringhelli a Milano in prossimità del Teatro alla Scala.

## Storia e realizzazione del monumento
Giulio Ricordi (1840-1912), noto editore, fu colui che rese la propria casa di produzione un punto d’eccellenza e di riferimento per la storia musicale italiana.
Infatti, Casa Ricordi, che contribuì al successo di Rossini, Bellini, Donizetti, Verdi, Puccini e tanti altri, si dedicò con vera passione alla promozione di quegli artisti all’avanguardia che si esprimevano attraverso la musica in modo eccezionale ed originale.
Non a caso la storia di Giulio Ricordi, imprenditore milanese, artista e uomo politico nel senso più nobile del termine, s’intreccia anche con la storia del Teatro alla Scala, rivoluzionando in questo modo molti aspetti dell’industria musicale italiana.
Dopo la sua morte, avvenuta il 6 giugno 1912, alcuni amici (tra i quali Arrigo Boito, Giacomo Puccini e Luigi Illica), si fecero promotori di un monumento in sua memoria e l’opera venne affidata a Luigi Secchi, terminato il 6 giugno 1922.
Sulla base è presente l'iscrizione a Giulio Ricordi / Amici - Estimatori.

## Il posizionamento attuale
Dopo la vendita dell’immobile e dismissione degli uffici di via Salomone avvenuta nel 2002, Tino Cennamo, l'Amministratore Delegato e Direttore Generale di Casa Ricordi avvia un progetto per una nuova sistemazione dell’Archivio Ricordi e della statua di Giulio Ricordi. L’Archivio verrà sistemato nel 2003 grazie all’aiuto della Biblioteca Braidense all’interno della Pinacoteca di Brera mentre la statua, grazie ad un progetto con il Comune di Milano per collocarla in una zona prestigiosa, verrà posta in Largo Ghiringhelli, davanti al Casino Ricordi, il 25 novembre 2016.
In occasione del centenario della morte viene costituito nel 2012 un comitato organizzatore, coordinato da Claudio Ricordi, pronipote di Giulio, il cui scopo è rendere omaggio alla figura di Giulio Ricordi attraverso un articolato programma di iniziative. Tra questi, il progetto più ambizioso e importante è stato quello di valorizzare e mostrare la statua di Giulio Ricordi attraverso il suo restauro e la sua collocazione.
La statua è stata, così, donata da Casa Ricordi al Comune di Milano. Il progetto di restauro, invece, è stato finanziato da: Casa Ricordi, Archivio Storico Ricordi, Micheli Associati, casa editrice Il Saggiatore, Carlo, Francesco e Giovanni Gavazzeni (discendenti della storica famiglia milanese di musicisti e critici musicali), Carla Ponti Pini Origoni, Tino Cennamo, Camillo e Claudio Ricordi (pronipoti di Giulio Ricordi). Sponsor tecnico è la CORES4N di Salvatore Napoli, che ha provveduto al restauro.